# ټ
ټ – litera rozszerzonego alfabetu arabskiego, wykorzystywana w językach: paszto i ormuri. Używana jest do oznaczenia dźwięku [ʈ], tj. spółgłoski zwartej z retrofleksją bezdźwięcznej.

## Postacie litery
| Postać: | izolowana | końcowa | środkowa | początkowa |
| ------- | --------- | ------- | -------- | ---------- |
| Wygląd: | ټ‬         | ـټ‬      | ـټـ‬      | ټـ‬         |

## Kodowanie
| Znak                   | ټ                 | ټ                 |
| ---------------------- | ----------------- | ----------------- |
| Nazwa w Unikodzie      | Arabic Letter Tte | Arabic Letter Tte |
| Kodowanie              | dziesiątkowo      | szesnastkowo      |
| Unicode                | 1660              | U+067C            |
| UTF-8                  | 217 188           | d9 bc             |
| Odwołania znakowe SGML | &#1660;           | &#x067C;          |